# Östliche Shoshone
Die Östlichen Shoshone oder Snakes („Schlangen“) sind eine indianische Stammesgruppe  der Shoshone. Sie sprechen den Ost-Shoshoni-Dialekt des Shoshoni (Sosoni' da̲i̲gwape oder newe da̲i̲gwape), einer Zentralen Numic-Sprache, die zum nördlichsten Zweig der uto-aztekischen Sprachfamilie gehört. Sprachlich sowie kulturell die nächsten Verwandten stellen hierbei die einst sich von ihnen abgespaltenen Comanche dar, deren Sprache manchmal einfach als ein weiterer Shoshoni-Dialekt betrachtet wird. Die Östlichen Shoshone, die sich einfach als Nimi („Menschen“ oder „Volk“) bezeichneten, lebten im Gebiet der heutigen US-Bundesstaaten Wyoming und Montana sowie im nördlichen Colorado.

## Unterteilung
Die Shoshone werden allgemein in drei Kategorien unterteilt, sowohl geographisch als auch kulturell:
- Westliche Shoshone (auch oft als Shoshoko bezeichnet, oder als Walker Shoshone, „Fußgänger-Shoshone“, bezeichnet)
- Nördliche Shoshone
- Östliche Shoshone

Die Einteilung in diese drei Kategorien stammt von den europäischen Siedlern, die Shoshone selbst machten diese Unterteilung nicht. Demgemäß gibt es auch keine eindeutige kulturelle Grenze zwischen den Volksgruppen.

## Kultur
Im Gegensatz zu den Westlichen Shoshone entwickelten sie und die Nördlichen Shoshone eine auf dem Pferd basierende nomadische Plains-Kultur.
Die kulturellen Unterschiede zwischen den Nördlichen und den Östlichen Shoshone waren hingegen gering. Die Grenze zwischen den beiden Kategorien basiert auf geografisch unterschiedlichen Siedlungsorten sowie darauf, dass für die Nördlichen Shoshone der Fischfang, besonders von Lachsen, wesentlich bedeutender war als für die Östlichen Shoshone.

## Geschichte
Die Östlichen Shoshone waren zusammen mit den Nördlichen Shoshone die ersten Stämme, die auf den nördlichen Plains Pferdezucht betrieben und diese im Krieg gegen benachbarte Stämme, besonders gegen die Konföderation der Blackfoot, Sioux (Lakota, Nakota, Dakota) sowie die sesshaften Hidatsa, Arikara und Mandan nutzten. Das Pferd ermöglichte es diesen Shoshone-Gruppen, größere Strecken auf den Raub- und Kriegszügen als ihre unberittenen Feinde zurückzulegen, überraschende Überfälle zu unternehmen sowie auf den offenen Plains gegnerische Krieger einfach niederzureiten oder flüchtende Feinde einzuholen. Bald hatten die Shoshone-Gruppen über die zentralen und die nördlichen Plains eine Hegemonie erreicht und wurden von allen benachbarten Völkern gefürchtet und ob ihrer militärischen Schlagkraft beneidet. Doch die Shoshone benutzten das Pferd nicht nur im Krieg, sondern lieferten die begehrten überzähligen Pferde auch im Tauschhandel an befreundete Stämme wie die Absarokee, Flathead, Coeur d’Alene und Nez Percé.
Zwischen 1700 und 1730/40 standen die Shoshone auf dem Höhepunkt ihrer Macht, sie streiften unangefochten von Alberta bis hinunter nach Oklahoma und waren allgemein als Snakes bekannt. Wie andere Plains-Stämme auch bewohnten die Östlichen Shoshone geräumige Tipis und lebten hauptsächlich von der Bisonjagd, ergänzt wie bei ihren nördlichen Vettern durch die Jagd sowie das Sammeln von Wurzeln und Gräsern. Doch gegen 1730 besaßen auch die Blackfoot, die Plains Cree sowie die anderen verfeindeten Stämme ihre ersten Pferde und waren somit den Shoshone im Kampf technologisch ebenbürtig, zahlenmäßig aber weit überlegen.
Als ab 1750 benachbarte Stämme neben Pferden im Gegensatz zu den Shoshone zudem auch noch über Waffen verfügten, kehrten sich die Machtverhältnisse um und die einst mächtigen Östlichen Shoshone mussten die meisten Gebiete auf den Plains wieder aufgeben und sich in deren Randzonen, mit den schützenden Rocky Mountains im Rücken, zurückziehen. Besonders die von den Blackfoot aus Alberta und dem Norden Montanas vertriebenen Sioux begannen nun bewaffnet auf die von den Östlichen und Nördlichen Shoshone beherrschten Nördlichen Plains vorzudringen. Die Absarokee verdrängten nun auch ihrerseits die Östlichen Shoshone aus der Gegend des Yellowstone Rivers und sicherten sich so gute Weideplätze für ihre Pferde. In der Folge jagten sie die Bisons weitaus erfolgreicher und blockierten oft den Zugang zu den ertragreichsten Jagdgründen für die Shoshone. Zu den Feinden der Östlichen Shoshone zählten außerdem die Arapaho sowie die Cheyenne.
Als die ersten „Weißen“ gegen 1800 Gruppen der Östlichen Shoshone (sowie der Nördlichen Shoshone) trafen, konnten sich die alten Krieger und deren Angehörige noch an ihre vormalige Heimat östlich auf den Plains erinnern.
Zur jährlichen Bisonjagd versammelten sich stets große Gruppen der Östlichen Shoshone, um im Stammesgebiet ihrer Feinde auf die Jagd zu gehen.